# Ichneumon glaucopygos
Ichneumon glaucopygos är en stekelart som beskrevs av Heinrich 1961. Ichneumon glaucopygos ingår i släktet Ichneumon och familjen brokparasitsteklar. Inga underarter finns listade i Catalogue of Life.